# 七ヶ宿ダム
七ヶ宿ダム（しちかしゅくダム）は、宮城県刈田郡七ヶ宿町、一級河川・阿武隈川水系白石川に建設されたダムである。
国土交通省東北地方整備局が管理する国土交通省直轄ダムで、堤高90.0mのロックフィルダムである。阿武隈川水系のダムでは摺上川ダム（福島県福島市）に次いで規模の大きいダムで、宮城県最大のダムでもある。白石川及び阿武隈川下流の治水と宮城県中央部への利水を図る特定多目的ダムであり、釜房ダム（名取川水系碁石川）などと共に東北最大の都市・仙台市の水がめの一つである。ダムによって形成された人造湖は七ヶ宿湖（しちかしゅくこ）と呼ばれ、2005年（平成17年）に七ヶ宿町の推薦を受けて財団法人ダム水源地環境整備センターが選定する「ダム湖百選」に選ばれている。

## 沿革
阿武隈川水系は阿武隈高地の広範な部分を流域に持つ。中流域には蓬莱や信夫山、さらに阿武隈ラインといった狭窄部があり、これがスムーズな河水流下阻害の原因となって度々福島市や郡山市は水害の被害を受けていた。また、下流部の角田市や白石市も上流からの洪水が押し寄せることから水害の被害を受けていた。特に戦後では1947年（昭和22年）のカスリーン台風、1947年（昭和23年）のアイオン台風、1950年（昭和25年）8月豪雨において被害は目を覆うばかりであった。このため阿武隈川は度重なる河川改修を行ったが、それでもなお洪水の被害は軽減しなかった。このため建設省（現・国土交通省）は1966年（昭和41年）に阿武隈川水系を一級水系に指定、国直轄による総合的な治水整備を画策した。
一方宮城県内では仙台市の人口が急増、さらに1964年（昭和39年）には仙台湾沿岸が新産業都市の指定を受けたことで急速に工業地帯の拡充が生じ、上水道や工業用水道の整備が必要となった。このため建設省は1961年（昭和36年）に大倉ダム（大倉川）を、1971年（昭和46年）には釜房ダム（碁石川）を完成させて仙台市の水需要に対応したが、人口増加は留まることを知らず、このままでは水需給のバランスが崩れ水不足を招くことから、さらなる水資源整備が不可欠となった。加えてササニシキなどで一躍有名となった仙台平野の穀倉地帯拡大も、農業用水の不足を招きつつあった。
こうした経緯を踏まえ、阿武隈川水系においても多目的ダムによる河川総合開発事業が計画された。阿武隈川本川は水力発電用として蓬萊ダムと信夫ダムが建設されていたが何れも小規模であり、治水・利水に必要なだけの貯水容量を確保するだけの適当なダム地点は、水没物件の点などから存在しなかった。このため必然的に支流へのダム計画となり、注目されたのが阿武隈川最大の支流である白石川と、郡山市で阿武隈川に合流する阿武隈川水系第2位の支流大滝根川であった。1974年（昭和49年）、阿武隈川水系の治水・利水基本計画である「阿武隈川水系工事実施基本計画」が策定され、正式に白石川と大滝根川に特定多目的ダムの建設が決定した。
この計画に基づき阿武隈川下流部の治水・利水対策として白石川に七ヶ宿ダムが、郡山市・福島市など中流部の治水・利水対策として大滝根川に三春ダムが着手されたのである。

## 補償
七ヶ宿ダムは1971年より予備調査に入ったが、ダム計画が一般に知られたのは1970年（昭和45年）のことであった。1973年（昭和48年）からダム建設のための具体的な調査を行う実施計画調査を開始したが、建設が予定された七ヶ宿町では住民が激しいダム建設反対の姿勢を打ち出した。
七ヶ宿町は古くより交通の要衝として発達し、仙台と山形・米沢を結ぶ山中七ヶ宿街道の中心地であった。江戸時代には名の通り7箇所の宿場町が置かれ（七ヶ宿町内にはうち5箇所が所在）、参勤交代の行列や出羽方面への流通路として商人が行き交い、大いに賑わいを見せていた。こうした古い街並みが残る宿場町の中心である渡瀬集落や原集落、追見集落の158世帯、640人が水没・移転対象となったことで、強固なダム反対運動が巻き起こった。建設省は補償交渉を住民団体と行ったが町の中心部が水没することで将来的な生活不安を訴える住民との溝は埋まらなかった。
建設省は1978年（昭和53年）3月28日、七ヶ宿ダムを水源地域対策特別措置法（水特法）の第九条対象ダムに指定した。これは水特法対象ダムの中で、水没世帯数150世帯以上または水没農地面積150haのダムに対し、水没対象住民に対する補償金額のかさ上げや就業斡旋、水源地域のインフラストラクチャー整備や地場産業育成補助を強力に実施することを目的としていた。これによって水源地域対策として代替住宅地造成や公共施設整備、上下水道整備、道路整備、観光施設建設といった現物補償を金銭補償と並行して実施。さらに仙台市など下流受益地から補助金を七ヶ宿町に「水源地域振興基金」として拠出させ、地域整備に充当した。
こうした内容を以って1979年（昭和54年）6月29日に建設省は「一般補償基準」を作成し住民団体に提出、翌1980年（昭和55年）8月27日に住民団体は建設省の補償基準を受け入れて足掛け10年に亘る補償交渉は妥結した。住民は住み慣れた故郷を離れ、各地に転出することになったが、これにより七ヶ宿町の住民数は減少し2000年（平成12年）の調査で住民数は2,034人と、宮城県内で二番目に小さい町となった。

## 目的

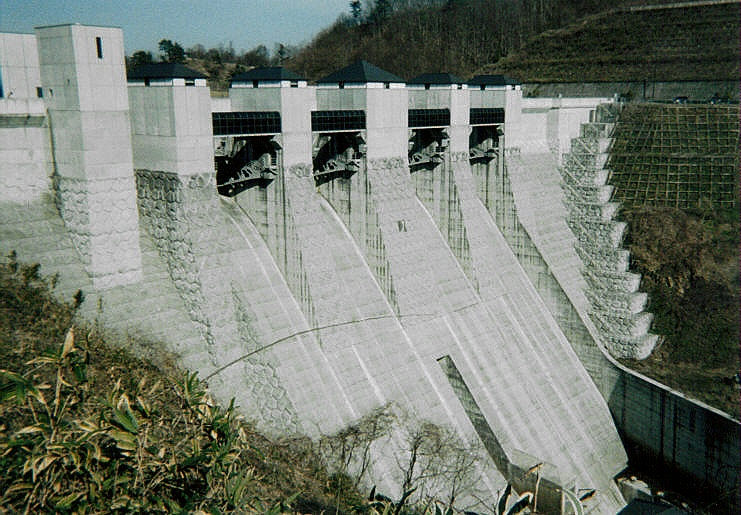
三春ダム（大滝根川・田村郡三春町）

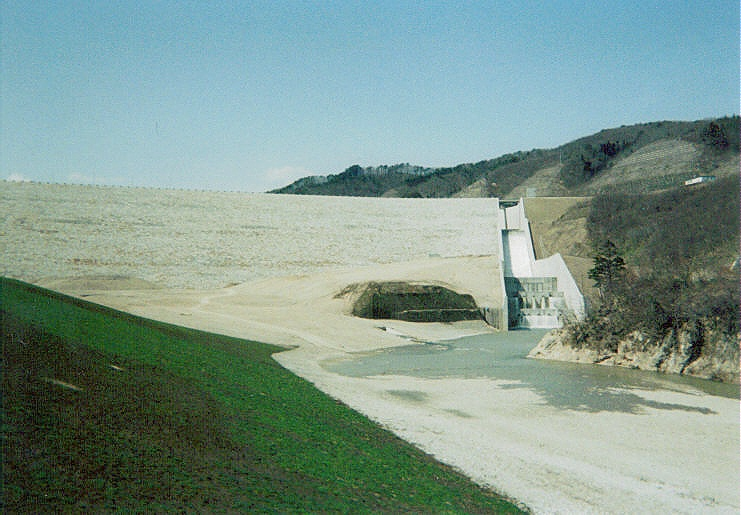
摺上川ダム（摺上川・福島市）

ダムは1983年（昭和58年）11月1日に本体起工、六年後の1989年（平成元年）には本体工事が終了し試験的に貯水を行う試験湛水（たんすい）を10月17日より実施した。貯水による異常がなかったことで1991年（平成3年）10月22日にダム工事は竣工し翌1992年（平成4年）4月13日より運用を開始した。なお同時に建設が進められた三春ダムは七ヶ宿ダムより八年遅れること1997年（平成9年）に完成している。さらに1982年（昭和57年）には阿武隈川水系第三位の支流である摺上川に、水系で第三番目の特定多目的ダムである摺上川ダムが福島市に計画され、2005年（平成17年）に完成している。現在はこの阿武隈川水系の三大支流に建設された三ダムによって阿武隈川の治水・利水が総合的に行われている。
目的は治水（洪水調節、不特定利水）と利水（かんがい、上水道、工業用水道）である。治水については洪水調節では1950年8月豪雨を基準とした計画高水流量である毎秒1,750トンをダム地点で毎秒250トンに軽減（毎秒1,500トンのカット）させ、阿武隈川の治水基準点である岩沼においても毎秒10,700トンの計画高水流量を毎秒9,200トンに軽減させる。不特定利水については、柴田郡大河原町地点において毎秒6トンの水量を確保し、慣行水利権分の用水補給と河川生態系を保護するための河川維持放流を行う。
利水において、かんがいでは仙台平野の農地約2,800haに最大で毎秒3.379トンの農業用水補給を行う。上水道は仙台市、名取市、多賀城市、塩竈市、白石市、角田市、岩沼市、富谷市、宮城郡松島町・利府町・七ヶ浜町、柴田郡大河原町・村田町・柴田町・、刈田郡蔵王町、亘理郡亘理町・山元町の7市10町に日量595,000トンを供給する。これは人口にすると約183万人分に当り、宮城県全人口（約236万人）の約77.5%をカバーする。特に仙台市については釜房ダムに次いで上水道を供給しており、ダム供給量の44.5%が仙台市向けであり、仙台市は水源の22.5%を依存している。工業用水道は日量55,900トンを仙台湾沿岸工業地域に供給する。
上水道・工業用水道は白石市にある南部山浄水場より南北に分岐、北部幹線は仙台市や宮城郡・黒川郡へ供給され南部幹線は阿武隈川下流に1984年（昭和59年）建設された阿武隈大堰を経由し名取市・角田市・柴田郡・亘理郡へ供給される。この導水路は総延長が約186kmの長さであり、この水路を通じて供給された水が東北最大の都市・仙台の発展を支えている。

## 七ヶ宿湖

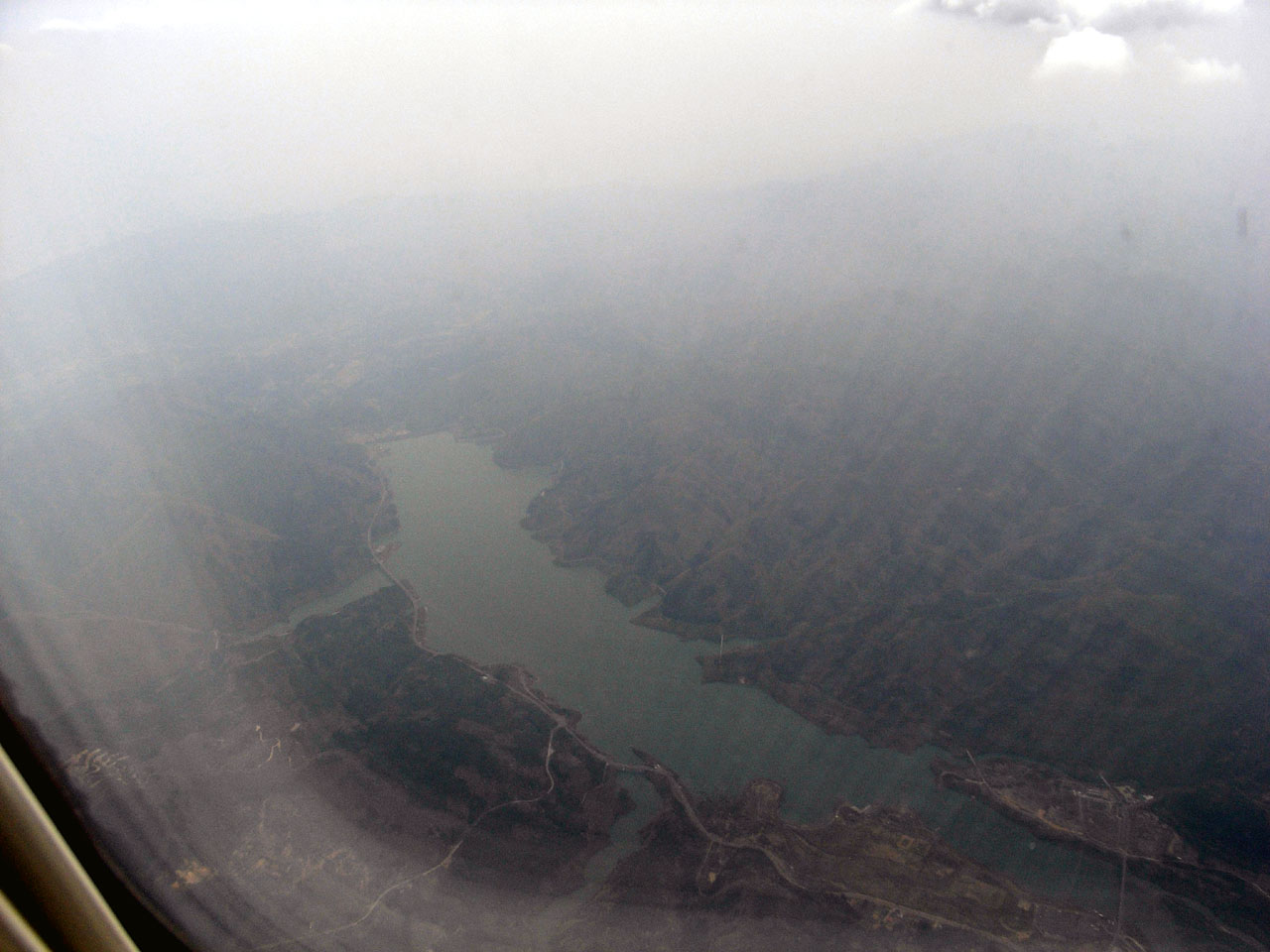
七ヶ宿湖空撮

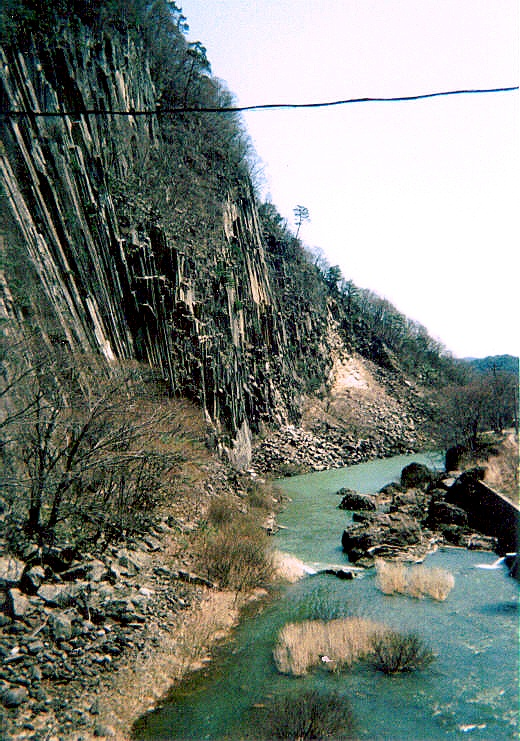
ダム直下にある小原の材木岩と白石川

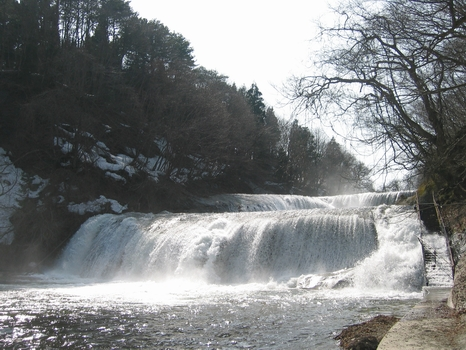
滑津大滝

ダムによって出現した七ヶ宿湖は前述のように宮城県民の77.5%に当たる住民の水がめであるため、水質保全のための様々な施策が図られている。水源地域対策特別措置法によって定められた「水源地域振興基金」により仙台市を始め下流受益地が七ヶ宿湖のクリーン作戦を展開しているほか、上流の水源林を保守・清掃するために毎年「水守人ミーティング」を行い、水源林に炭を散布して水源林の保全を図る。このミーティングでは例年300-400人の親子連れなどが参加している。
湖中央部には高さ77mの噴射能力がある大噴水が設置されている。これも本来は水質保全を目的に設置されたものであるが現在では観光の一つとして毎年4月から11月まで9:00-17:00の間、季節や時間によって装いが変わる噴水の美を楽しむことができる。湖はサクラマスや巨大イワナが釣れることで有名であるが、冬季にはワカサギ釣りも楽しめる。だが、他の湖沼と同様に近年ではブラックバス増殖による生態系への影響が懸念されており、2006年（平成18年）には七ヶ宿湖の漁業権を保有する白石川漁業協同組合七ヶ宿支部が、ブラックバス駆除を目的としてバス釣り大会を実施している。湖面は利用申請書を提出すれば利用可能で、カヌーを楽しむ姿も良く見かけるが、近年水上オートバイの利用者が急増し環境への影響が示唆されたことから、現在はエンジンボートと水上オートバイの乗り入れは全面的に禁止されている。

## 観光
ダム傍には道の駅七ヶ宿や七ヶ宿ダム自然休養公園（下記）があるが、これも水源地域対策特別措置法の周辺整備施策で建設されている。付近にはそば屋が多い。周辺には七ヶ宿スキー場や七ヶ宿オートキャンプ場きららの森、小原温泉などの観光地があり、季節を問わず楽しめる。仙台市・山形市・福島市からおのおの1時間程度というアクセスの良さも手伝い、観光客が比較的多い。
直下流には国指定の天然記念物である小原の材木岩（おばらのざいもくいわ）がある（1934年指定）。高さ100mに及ぶデイサイトの柱状節理によって形成された断崖絶壁は、あたかも材木を縦に立て並べたような佇まいであり、これが材木岩の語源となっている。所々に風穴があり、明治時代にはこれを利用して絹糸を保存していたとも伝えられる。材木岩の側には親水公園や休憩所などが設けられている（材木岩公園）。この材木岩より白石川を5分ほど遡ると眼前に巨大な七ヶ宿ダムの堤体が現れる。地震などで度々崩壊しており、享保16年（1731年）の地震では出羽各藩が参勤交代の経路を笹谷峠経由に変更した記録がある。2005年に起きた宮城県沖地震でも一部が崩壊した。
湖の上流には「二階滝」として知られる滑津大滝がある。川幅一杯に滑り落ちる激流が見応えあり、滝沿いをあたかも滝を登るように階段で移動することもできる。

## 七ヶ宿ダム自然休養公園
ダム傍には面積28haにも及ぶ七ヶ宿ダム自然休養公園がある。運動広場や多目的広場、フィールドアスレチックの他、ボートプールも存在し、ウォータースポーツも楽しむことができる。園内には七ヶ宿の名にちなみ77種777本の樹木が植えられている。

## アクセス
ダムへは東北自動車道・白石インターチェンジから国道113号を山形方面に進むか、山形自動車道・山形蔵王インターチェンジから国道13号経由で国道113号を白石方面へ進むと到着する。車で仙台市内から約50分、山形市内から約90分、東京都内からは約3時間の所要時間である。
公共交通機関では東北新幹線・白石蔵王駅もしくはJR東日本東北本線・白石駅から七ヶ宿町民バス・七ヶ宿線「関開発センター」行きに乗車し、「ダム管理所前」バス停を下車すると到着する。

## ギャラリー

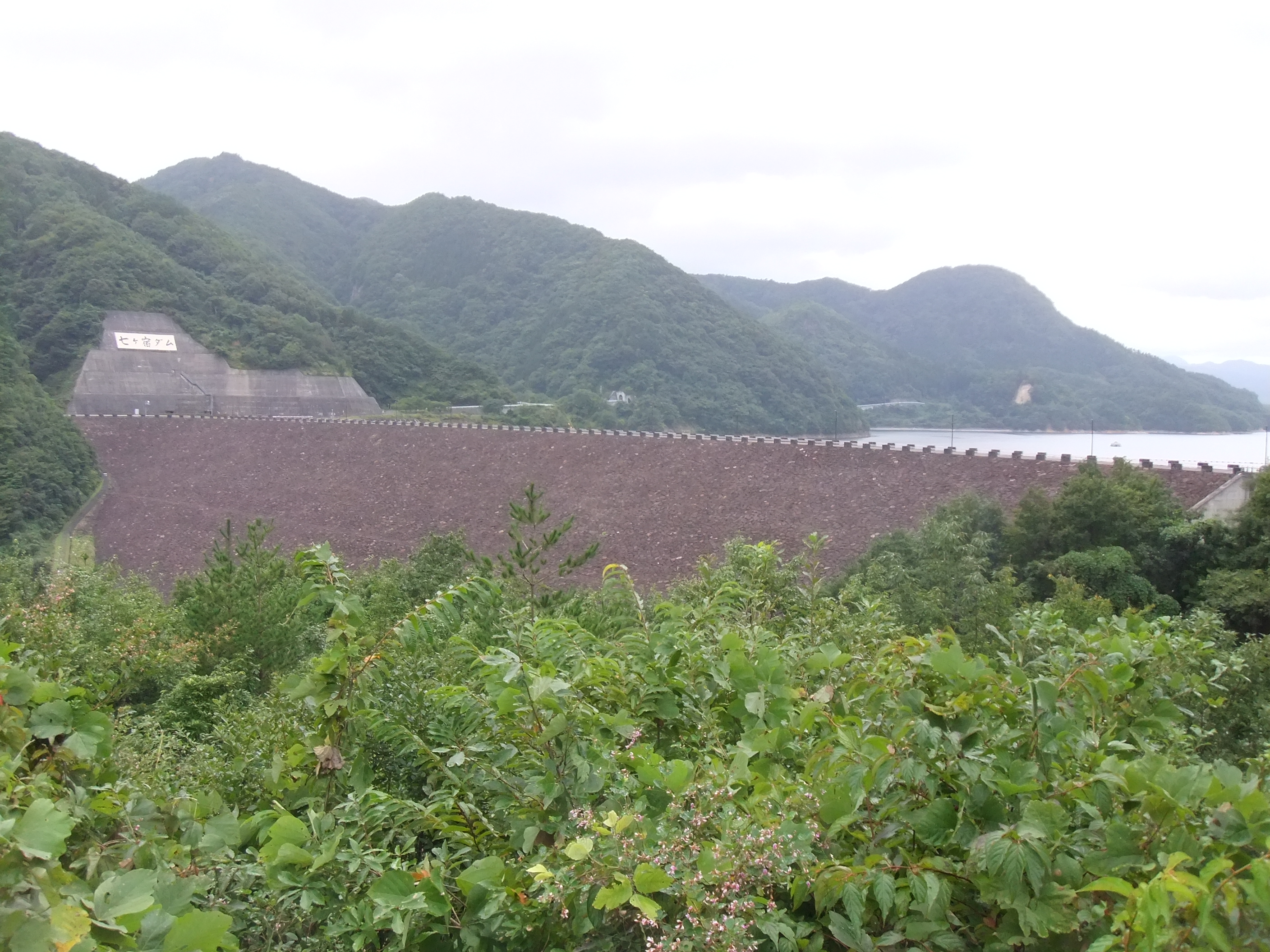
七ヶ宿ダム（2013年9月23日）
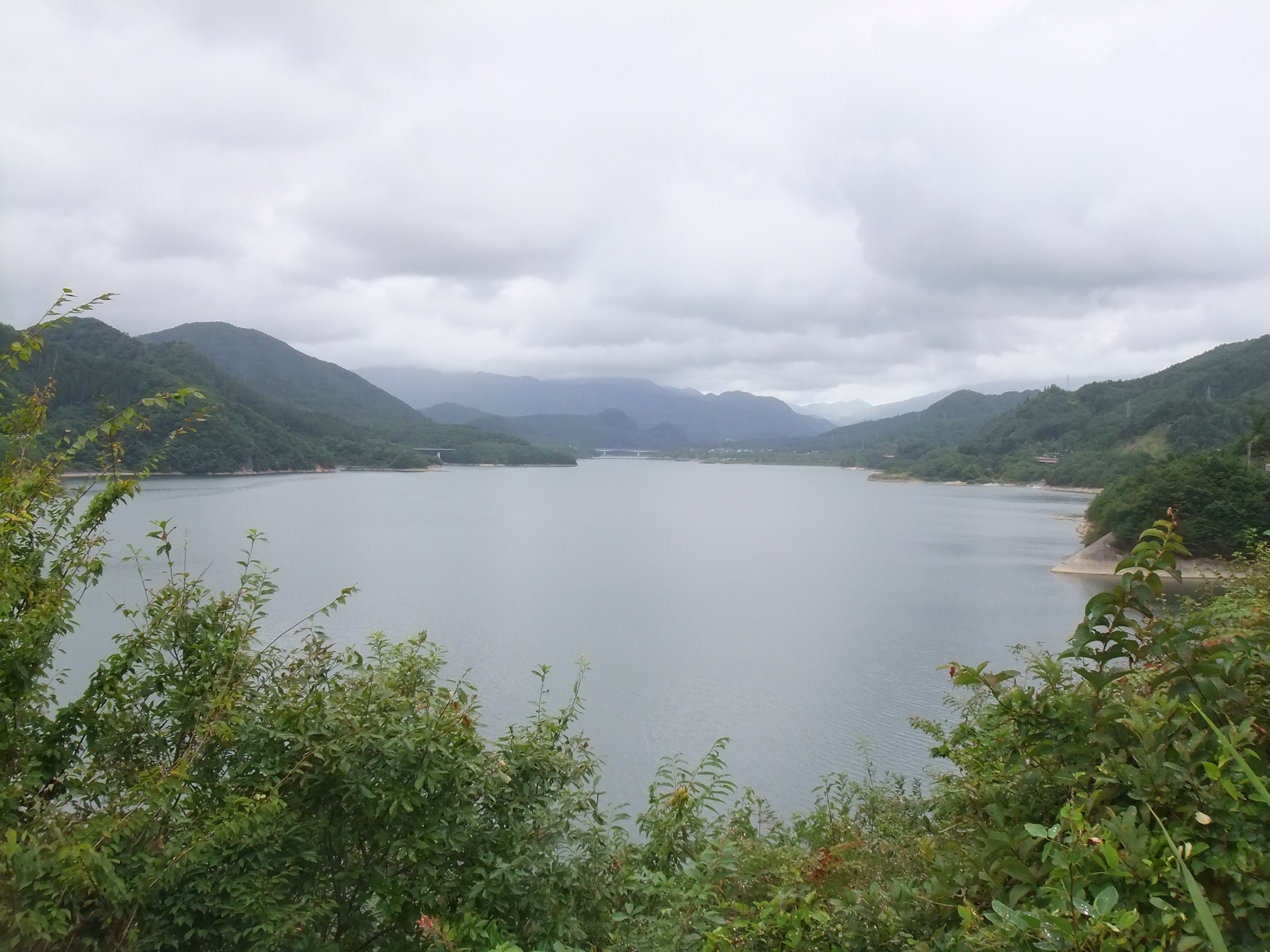
七ヶ宿湖（2013年9月23日）
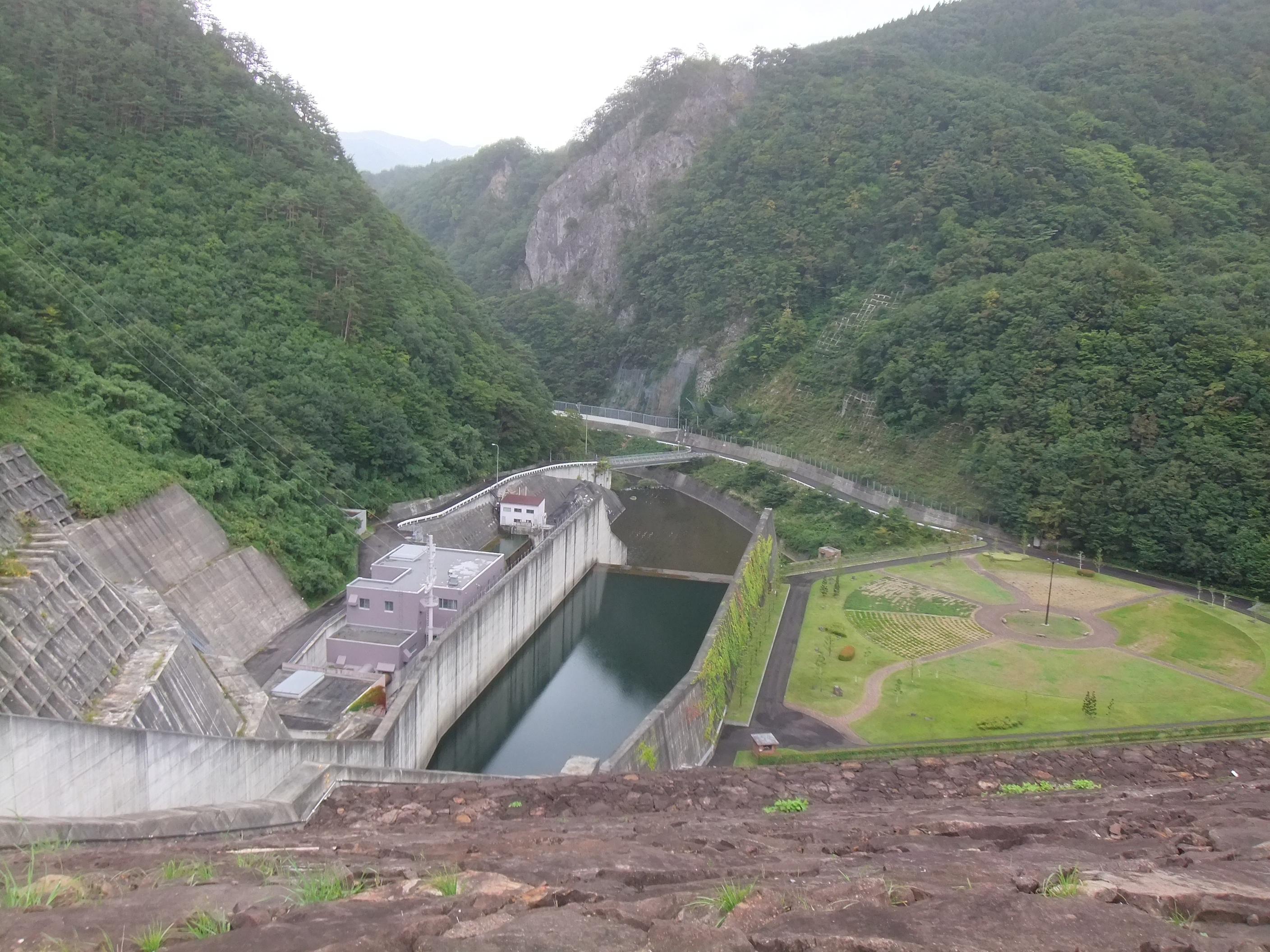
ダム堤体と水路の様子（2013年9月23日）
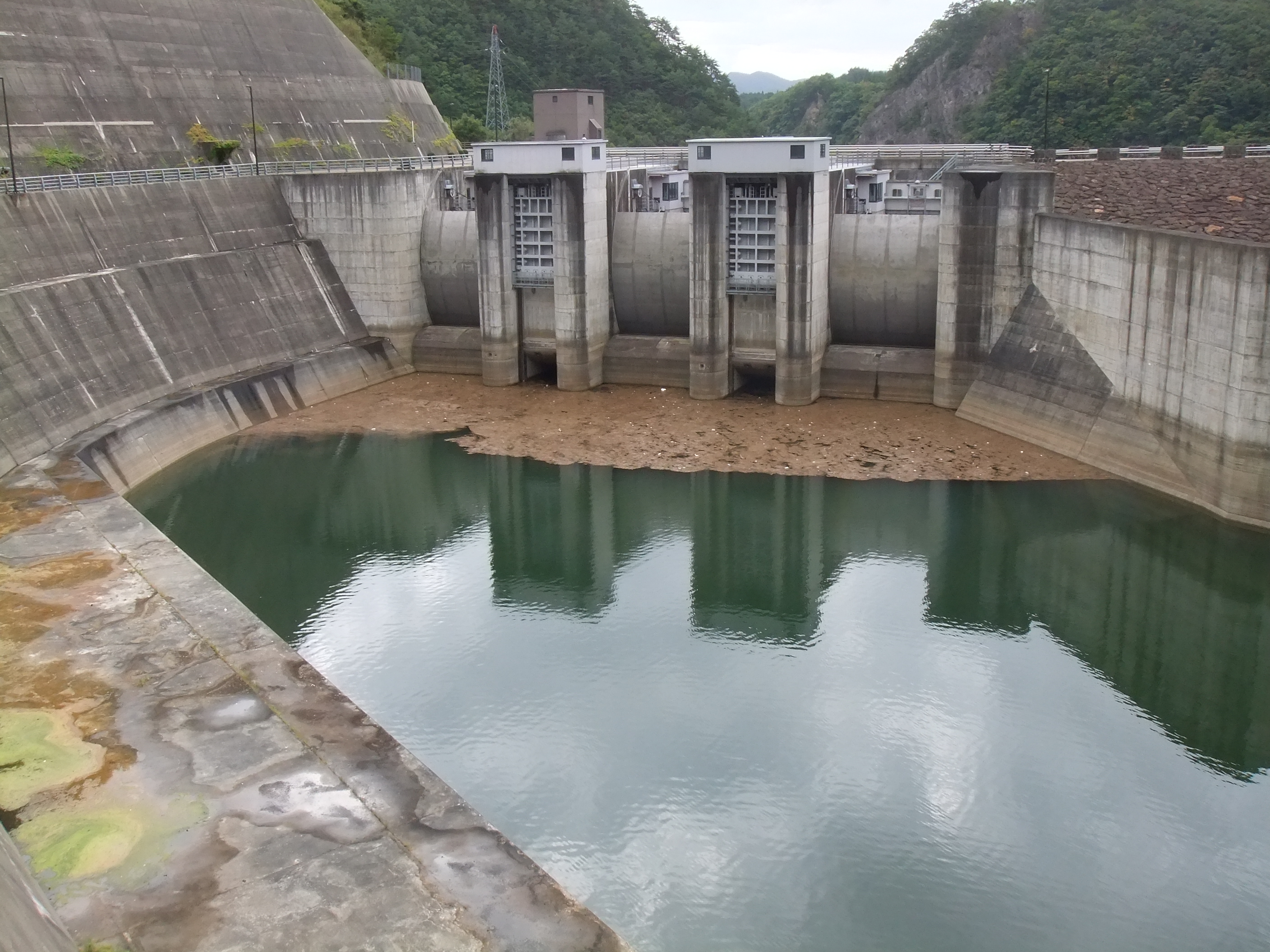
水門（2013年9月23日）
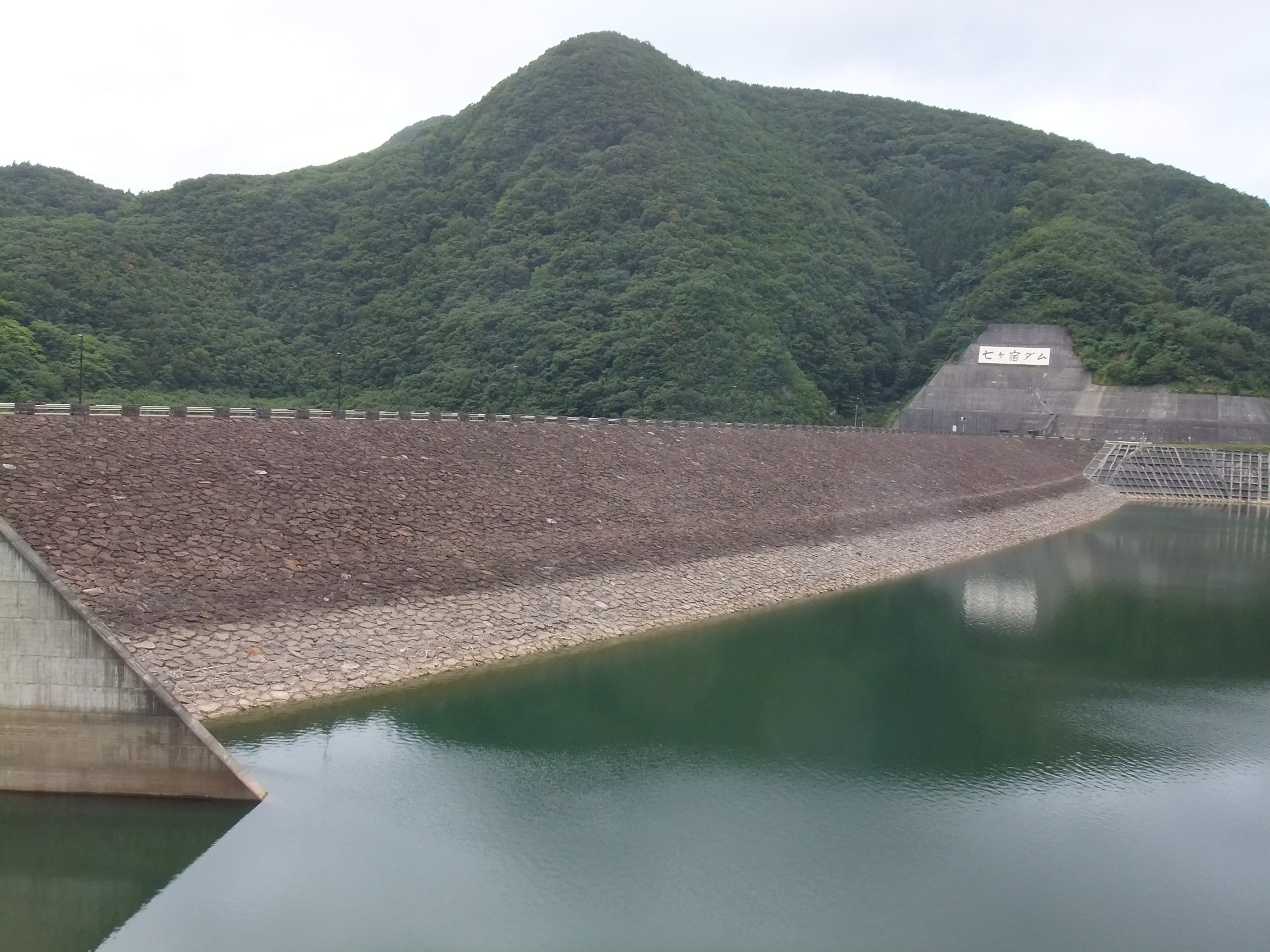
ダム堤体（2013年9月23日）
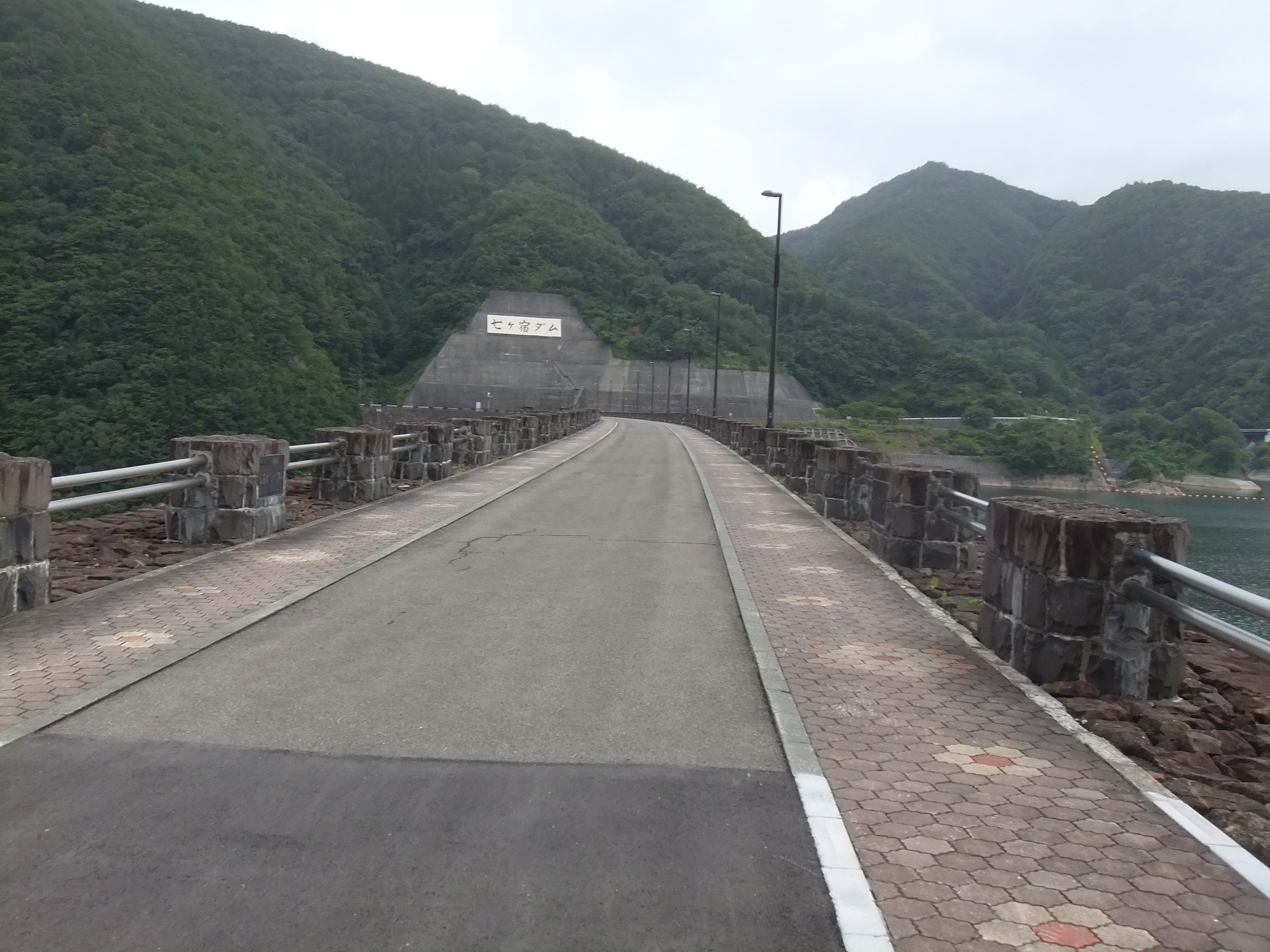
天端が道になっていて歩くことができる（2013年9月23日）